# ÖHB-Cup
Der ÖHB-CUP ist der wichtigste österreichische Handball-Pokalwettbewerb für Vereinsmannschaften. Er wird jährlich vom Österreichischen Handballbund veranstaltet.
Der ÖHB-Cupsieger ist in der folgenden Saison zur Teilnahme am EHF Challenge Cup teilnahmeberechtigt.

## ÖHB-Cupsieger (Männer)
| Jahr | Verein          | Jahr | Verein                     | Jahr | Verein                   | Jahr | Verein                   | Jahr | Verein             |
| ---- | --------------- | ---- | -------------------------- | ---- | ------------------------ | ---- | ------------------------ | ---- | ------------------ |
| 1988 | UHC Stockerau   | 1997 | HSG mibag Linz             | 2006 | A1 Bregenz               | 2015 | HC Fivers WAT Margareten | 2024 | Handball West Wien |
| 1989 | UHC Stockerau   | 1998 | UHC Goldmann Druck Tulln   | 2007 | UHC Goldmann Druck Tulln | 2016 | HC Fivers WAT Margareten | 2025 | Handball Tirol     |
| 1990 | UHC Stockerau   | 1999 | PTA Wien                   | 2008 | Alpla HC Hard            | 2017 | HC Fivers WAT Margareten |      |                    |
| 1991 | UHK West Wien   | 2000 | jet2web Bregenz            | 2009 | Aon Fivers Margareten    | 2018 | Alpla HC Hard            |      |                    |
| 1992 | UHK West Wien   | 2001 | HSG Remus/Bärnbach/Köflach | 2010 | UHK Krems                | 2019 | UHK Krems                |      |                    |
| 1993 | HC Bruck        | 2002 | jet2web Bregenz            | 2011 | ULZ Schwaz               | 2020 | kein Pokalsieger1        |      |                    |
| 1994 | ASKÖ Linde Linz | 2003 | A1 Bregenz                 | 2012 | HC Fivers WAT Margareten | 2021 | HC Fivers WAT Margareten |      |                    |
| 1995 | ASKÖ Linde Linz | 2004 | UHC Goldmann Druck Tulln   | 2013 | HC Fivers WAT Margareten | 2022 | Bregenz Handball         |      |                    |
| 1996 | ASKÖ Linde Linz | 2005 | HC Superfund Hard          | 2014 | Alpla HC Hard            | 2023 | Alpla HC Hard            |      |                    |

1 Abbruch des Pokalwettbewerbs aufgrund der COVID-19-Pandemie

### Erfolgreichste Vereine
| Rang | Logo | Verein                         | Titel | Finale | Titeljahre                                                             |
| ---- | ---- | ------------------------------ | ----- | ------ | ---------------------------------------------------------------------- |
| 1.   |      | Handballclub Fivers Margareten | 8     | 11     | 1998/99, 2008/09, 2011/12, 2012/13, 2014/15, 2015/16, 2016/17, 2020/21 |
| 2.   |      | Bregenz Handball               | 5     | 9      | 1999/00, 2001/02, 2002/03, 2005/06, 2021/22                            |
| 2.   |      | Alpla HC Hard                  | 5     | 8      | 2004/05, 2007/08, 2013/14, 2017/18, 2022/23                            |
| 4.   |      | HC Linz AG                     | 4     | 7      | 1993/94, 1994/95, 1995/96, 1996/97                                     |
| 5.   |      | UHC Stockerau                  | 3     | 5      | 1987/88, 1988/89, 1989/90                                              |
| 5.   |      | UHC Tulln                      | 3     | 3      | 1997/98, 2003/04, 2006/07                                              |
| 5.   |      | Handball West Wien             | 3     | 5      | 1990/91, 1991/92, 2023/24                                              |
| 8.   |      | UHK Krems                      | 2     | 5      | 2009/10, 2018/19                                                       |
| 8.   |      | Handball Tirol1                | 2     | 5      | 2010/11, 2024/25                                                       |
| 9.   |      | HC Bruck                       | 1     | 5      | 1992/93                                                                |
| 9.   |      | HSG Remus/Bärnbach/Köflach     | 1     | 4      | 2000/01                                                                |

1 Erster Pokalsieg vor Fusion mit HIT Innsbruck als ULZ Schwaz.

## ÖHB-Cupsieger (Frauen)
| Jahr | Verein                | Jahr | Verein                | Jahr | Verein                | Jahr | Verein                |
| ---- | --------------------- | ---- | --------------------- | ---- | --------------------- | ---- | --------------------- |
| 1990 | Hypo Niederösterreich | 1999 | Hypo Niederösterreich | 2008 | Hypo Niederösterreich | 2017 | MGA Fivers            |
| 1991 | Hypo Niederösterreich | 2000 | Hypo Niederösterreich | 2009 | Hypo Niederösterreich | 2018 | UHC Stockerau         |
| 1992 | Hypo Niederösterreich | 2001 | Hypo Niederösterreich | 2010 | Hypo Niederösterreich | 2019 | Hypo Niederösterreich |
| 1993 | Hypo Niederösterreich | 2002 | Hypo Niederösterreich | 2011 | Hypo Niederösterreich | 2020 | kein Pokalsieger2     |
| 1994 | Hypo Niederösterreich | 2003 | Hypo Niederösterreich | 2012 | Hypo Niederösterreich | 2021 | Hypo Niederösterreich |
| 1995 | Hypo Niederösterreich | 2004 | Hypo Niederösterreich | 2013 | Hypo Niederösterreich | 2022 | Hypo Niederösterreich |
| 1996 | Hypo Niederösterreich | 2005 | Hypo Niederösterreich | 2014 | Hypo Niederösterreich | 2023 | Hypo Niederösterreich |
| 1997 | Hypo Niederösterreich | 2006 | Hypo Niederösterreich | 2015 | Hypo Niederösterreich | 2024 | Hypo Niederösterreich |
| 1998 | Hypo Niederösterreich | 2007 | Hypo Niederösterreich | 2016 | Hypo Niederösterreich | 2025 | Hypo Niederösterreich |

2 Abbruch des Pokalwettbewerbs aufgrund der COVID-19-Pandemie